# Reinhold Hanning
Reinhold Hanning, född 28 december 1921 i Helpup, död 30 maj 2017 i Lage, var en tysk SS-Unterscharführer (motsvarande korpral) som tjänstgjorde i koncentrationslägren Auschwitz och Sachsenhausen. 
Hanning gick med i Hitlerjugend vid 14 års ålder och i Waffen-SS vid 19 års ålder.
Den 17 juni 2016 dömdes Hanning av Landgericht Detmold till fem års fängelse för medhjälp till mord på minst 170, 000 människor.